# Marcus Loew
Pour les articles homonymes, voir Löw.
Marcus Loew, né le 7 mai 1870 à New York et mort le 5 septembre 1927  à Glen Cove, État de New York, est un important homme d'affaires américain et un pionnier de l'industrie du cinéma. Il est le fondateur de Loews Cineplex et de la Metro-Goldwyn-Mayer (MGM).

## Biographie
Marcus Loew est né à New York dans une famille juive pauvre et dut, en raison de son milieu familial, travailler dès son très jeune âge. Néanmoins, avec le peu d'argent qu'il réussit à économiser de ses différents petits emplois, il acheta une machine de penny arcade. Peu après, en partenariat avec Adolph Zukor entre autres, Loew se rendit propriétaire d'un premier nickelodéon, puis de plusieurs, il fit enfin des Loew's Theatres (« cinémas Loew ») la plus prestigieuse des chaînes de salle de cinéma des États-Unis.
En 1904, il fonda People's Vaudeville Company, une chaîne de cinéma qui présentait des films tenants sur une seule bobine aussi bien que des spectacles de variétés. Jusqu'en 1905, Marcus Loew agissait seul et son succès lui demandait d'assurer un flux constant de production pour ses salles. En 1910, la compagnie s'étendit considérablement et changea son nom en Loew's Consolidated Enterprises. On comptait parmi ses associés Adolph Zukor, Joseph Schenck et Nicholas Schenck. En 1919, Loew réorganisa la compagnie et lui changea à nouveau son nom en Loew's Inc. Au début de l'année 1920, Loew acheta Metro Pictures. Quelques années plus tard, il prit des parts dans la société Goldwyn Pictures qui, à cette époque, était dirigée par l'impresario Lee Shubert. Goldwyn Pictures était propriétaire de la marque « Léo le Lion » de la MGM qui à l'époque n'avait aucun impact sur l'importance des biens de son studio à Culver City en Californie. Sans Samuel Goldwyn, la direction de la société Goldwyn manquait de compétences. Avec Nicholas Schenck, l'assistant de Loew, Loew devait aller aider à la gestion des opérations des salles de la côte est, il devait trouver une personne qualifiée qui pourrait le remplacer et s'occuper de la toute nouvelle entité de Los Angeles.
Loew se retrouva face à un cruel dilemme. Sa société émergente avait besoin d'une structure regroupant toutes les directions. La production de film se déplaçant petit à petit vers le sud de la Californie depuis 1913, alors que lui-même était plutôt réticent à s'installer dans l'ouest. C'est là qu'il reconnut ses limites d'ailleurs. S'il n'était pas un magnat du cinéma, il était plutôt un propriétaire de salles de cinéma et il retirait une immense fierté à posséder la plus grande chaîne de salles luxueuses des États-Unis. Le nouveau conglomérat de sociétés s'étant enchevêtré dans plusieurs productions très coûteuses, comme Ben Hur impliquant des relations contractuelles avec Erich von Stroheim qui coûtait très cher et était au-dessus des moyens de certaines productions, menaçait de se retrouver sur la paille.
Loew recontacta le producteur Louis B. Mayer et le suivit fidèlement, et il apprit à diriger un studio à succès dans l'est de Los Angeles. Mayer faisait des mélodrames indigestes à petits budgets depuis des années, les commercialisant de manière primaire à l'attention des femmes. Depuis, il louait la majeure partie de son matériel et embauchait ses vedettes sur une base préconçue de ce qu'elles pourraient apporter. Loew n'en avait pas après l'entreprise de Mayer, il voulait Mayer. Mais ce qu'il n'avait pas vraiment réalisé c'est qu'une énorme partie du succès de Mayer était due à son Chef de production, un ancien cadre de chez Universal Pictures, Irving Thalberg. Nicholas Schenck a été envoyé pour conclure une entente qui, au contraire du bon sens, ne concernerait pas Thalberg. Mais Mayer insista pour que Thalberg reste et après d'intenses négociations, Loew céda. En avril 1924, Metro-Goldywin-Pictures fut créée et avec la bénédiction financière de Marcus Loew, Mayer et Thalberg firent naître le premier studio de cinéma du monde, Universal studio en premier lieu. Thalberg prenait un immense plaisir à suppléer son ancien employeur à tous les stades de la production cinématographique. La carrière de Thalberg chez Universal fut entachée par l'échec amoureux avec les filles de Carl Laemmle et il dut reconnaître que son avenir dans le studio paternaliste allait droit le mur. Mayer et Thalberg remportent un succès immédiat en signant avec Lon Chaney, vedette chez Universal, pour la première production non-filiale de Metro-Goldwyn, He Who Gets Slapped.
La société de Mayer fusionna avec Metro Goldwyn avec deux ajouts notables. Les contrats de Mayer Pictures avec comme atout majeur, des réalisateurs comme Fred Niblo et John M. Stahl. Et l'actrice Norma Shearer, qui deviendra Mme Thalberg. Mayer sera finalement récompensé en voyant son nom associé à la société. Loew's Inc. agit comme le gestionnaire de MGM et reçu des droits pendant des décennies.
Malgré son succès rapide, Marcus Loew n'a jamais réalisé l'importance que la MGM était sur le point d'avoir. Il mourut en 1927 d'une crise cardiaque à l'âge de 57 ans. Il est enterré au cimetière de Brooklyn.
Pour sa contribution effective au développement de l'industrie du cinéma, Marcus Loew a une étoile qui lui est dédiée sur Walk of Fame d'Hollywood au niveau du 1617 Vine Street. Encore au XXIe siècle, le nom de Loew est associé aux salles de cinéma.

## Sources
- (en) Cet article est partiellement ou en totalité issu de l’article de Wikipédia en anglais intitulé « Marcus Loew » (voir la liste des auteurs).